# Хёхштедт-ан-дер-Донау
Хёхштедт-ан-дер-До́нау (нем. Höchstädt an der Donau) — город  и железнодорожная станция в Германии, в земле Бавария.
Подчинён административному округу Швабия. Входит в состав района Диллинген-ан-дер-Донау. Подчиняется управлению Хёхштедт-ан-дер-Донау. Население составляет 6550 человек (на 31 декабря 2010 года). Занимает площадь 37,45 км². Официальный код — 09 7 73 139.
Город подразделяется на 5 городских районов.
В военной истории город известен несколькими крупными сражениями.

## Персоналии
- Франц Ксавер Броннер (1758—1850) — родился в Хёхштедте